# Transferrina
La transferrina, serotransferrina, beta-1 metal-binding globuline o siderofilina (Tf) és la proteïna específica encarregada de transportar pel plasma sanguini els ions de ferro, un element que, tot i representar un baix percentatge respecte la composició dels organismes vius, és indispensable per a l'existència de la vida. La transferrina té una estructura globular formada per dos lòbuls, anomenats lòbul-N i lòbul-C. Es pot trobar en forma d'apotransferrina, és a dir, sense ions de ferro, o com a transferrina, quan hi té unit un àtom de ferro.
El ferro és un element metàl·lic molt abundant a la Terra i, en els éssers vius, moltes cèl·lules duen a terme diverses funcions gràcies als ions de ferro. Poden ser usats mitjançant un ancoratge en zones concretes; en petites molècules com ara l'oxigen, els ions de ferro faciliten que aquest element pugui ser captat per a determinades funcions, o quan un ió de  ferro passa de la forma ferrosa a la fèrrica, constitueix una forma pràctica de captació d'electrons. En contacte amb l'aigua intracel·lular o amb l'oxigen del medi, els ions de ferro es poden transformar en ions en estat fèrric, que són insolubles i que s'oxiden i es converteixen en òxid de ferro. La cèl·lula els proporciona un lloc que els garanteix la no-insolubilització, i alhora un espai on poder ser emmagatzemats i alliberats, en les quantitats necessàries, al seu destí, i que hi hagi plenes garanties que hi arriben . Aquestes són, en efecte, les funcions de la ferritina —dins la cèl·lula—, i de la transferrina —al plasma sanguini.
Des que la transferrina va ser descoberta, s'han fet molts estudis per tal d'aprofundir el coneixement sobre la captació de ferro mitjançant aquesta proteïna. Els principals avenços en el coneixement del funcionament dels mecanismes que intervenen en l'homeòstasi del ferro es van fer gràcies a la identificació i caracterització de nous gens, així com la proteïna responsable de l'hemocromatosi, HFE i el transportador de ferro, DMT1.
Un dels camins principals per a la captació del ferro cel·lular és per mitjà de la internalització del complex de transferrina unida al ferro i el receptor de la transferrina, un procés que pot ser modulat negativament per la proteïna HFE, relacionada amb l'hemocromatosi hereditària.
El nivell de transferrina augmenta amb la disminució del ferro, durant l'embaràs i després de l'administració d'estrògens.
El seu pes molecular és de 79,550 kDa.

## Funcions
La principal funció de la transferrina consisteix a transportar el ferro per la sang. La transferrina és sintetitzada en el sistema reticuloendotelial (SRE), però principalment en el fetge. Té una vida mitjana de 8 a 10 dies i es troba al plasma sanguini saturat amb ferro, en una tercera part normalment. Concretament s'encarrega del transport de ferro des de la seva absorció en l'intestí fins al seu emmagatzematge en el sistema endotelial, o del transport durant el catabolisme de l'hemoglobina.
També té altres funcions secundàries com ara actuar com un biomarcador nutricional, ja que la concentració de la proteïna indicarà un estat nutricional o un altre. A continuació s'explicarà com la transferrina s'ajusta segons les necessitats del ferro.

### Mecanisme de regulació del ferro al plasma sanguini per mitjà de la transferrina
Per entendre quan i com es produeix el transport de ferro mitjançant la transferrina és necessari tenir en compte els elements de resposta del ferro (IREs), que són zones específiques de l'ARN missatger (del receptor de la transferrina, per exemple) que no es troben traduïdes i segons la seva unió amb proteïnes determinades indueix a la seva síntesi o bloqueig. Les proteïnes encarregades d'unir-se als IREs són l'IRP1 I l'IRP2, ambdues encarregades de l'homeòstasi cel·lular del ferro. L'IRP1 és una proteïna bifuncional que en absència de ferro en el seu centre ferrosulfurós deixa de fer la seva funció d'isomerització fruit de ser una isoforma de l'aconitasa, i s'uneixen a aquests elements de reposta del ferro. El receptor de la transferrina en té concretament cinc en la zona 3' del seu RNAm, de forma que quan es produeix la unió IRP-1-IRE, el missatger s'estabilitza, fet que facilita la síntesi de transferrina. Per altra banda, l'IRP2 té com a única funció la regulació del metabolisme cel·lular del ferro i té el mateix mecanisme d'unió que l'IRP1. L'IRP també es pot trobar als IREs de la ferritina, encara que en aquest cas, en lloc d'estimular la seva síntesi, es bloqueja i en sintetitza menys, ja que la ferritina té com a funció el magatzem de ferro. La posició dels IREs en el RNAm (i per tant la unió IRP-IRE) variarà segons sigui el receptor de la transferrina o la ferritina, ja que la finalitat és diferent (en el primer cas s'estimula la síntesi i en el segon es bloqueja, com ja s'ha explicat anteriorment).

## Estructura

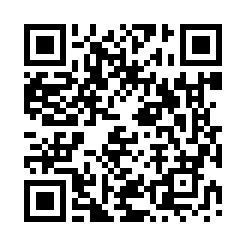
PubMed enllaç

Formada per 679 aminoàcids, la transferrina presenta una estructura bilobular. Està constituïda per una cadena polipeptídica amb dues cadenes d'oligosacàrids lligats amb N-glucòsid. A més dels 679 aminoàcids, també consta d'una cadena peptídica de 19 aminoàcids que actua com a senyal. Té un desplaçament electroforètic en la zona beta, i s'han trobat unes 19 variants genètiques.
Quan la transferrina no està unida a cap ió fèrric, es troba en una disposició més oberta anomenada Apotransferrina (Apo hTf), constituïda per un N-lòbul i un C-lòbul. A cada lòbul hi ha un punt d'enllaç amb la capacitat d'unir-se a un ió ferro, permetent així la regulació de la concentració de ferro lliure en el corrent sanguini.
La reacció que té lloc en la unió del ferro és la següent:
Apotransferrina + Fe3+ → Transferrina
Els lòbuls N i C són homòlegs i, per tant, contenen exactament la mateixa seqüència d'aminoàcids en els punts d'unió. Cada lòbul consta d'un domini dins el qual s'hi troben dos subdominis anomenats "N-I", "N-II", "C-1" i "C-II", respectivament. Els dominis són anomenats "Transferrin-like 1" i "Transferrin-like 2" i es troben de l'aminoàcid 25 al 347 i del 361 al 683 respectivament. En captar els ions fèrrics, cada grup de subdominis forma una obertura per permetre la seva adhesió a la proteïna.

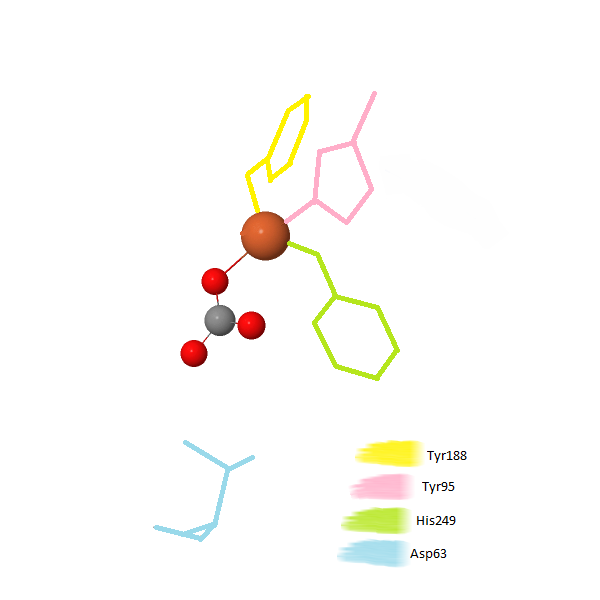
Aminoàcids encarregats de la unió al ferro. Imatge extreta de la PDB posteriorment modificada.

La seqüència d'aminoàcids responsable de la unió del N-lòbul amb els ions de ferro és Asp63, Tyr188, Tyr95, His249 i Arg124. Per altra banda, la del C-lòbul és Asp392, Tyr426, His585, Arg426 i Arg456.

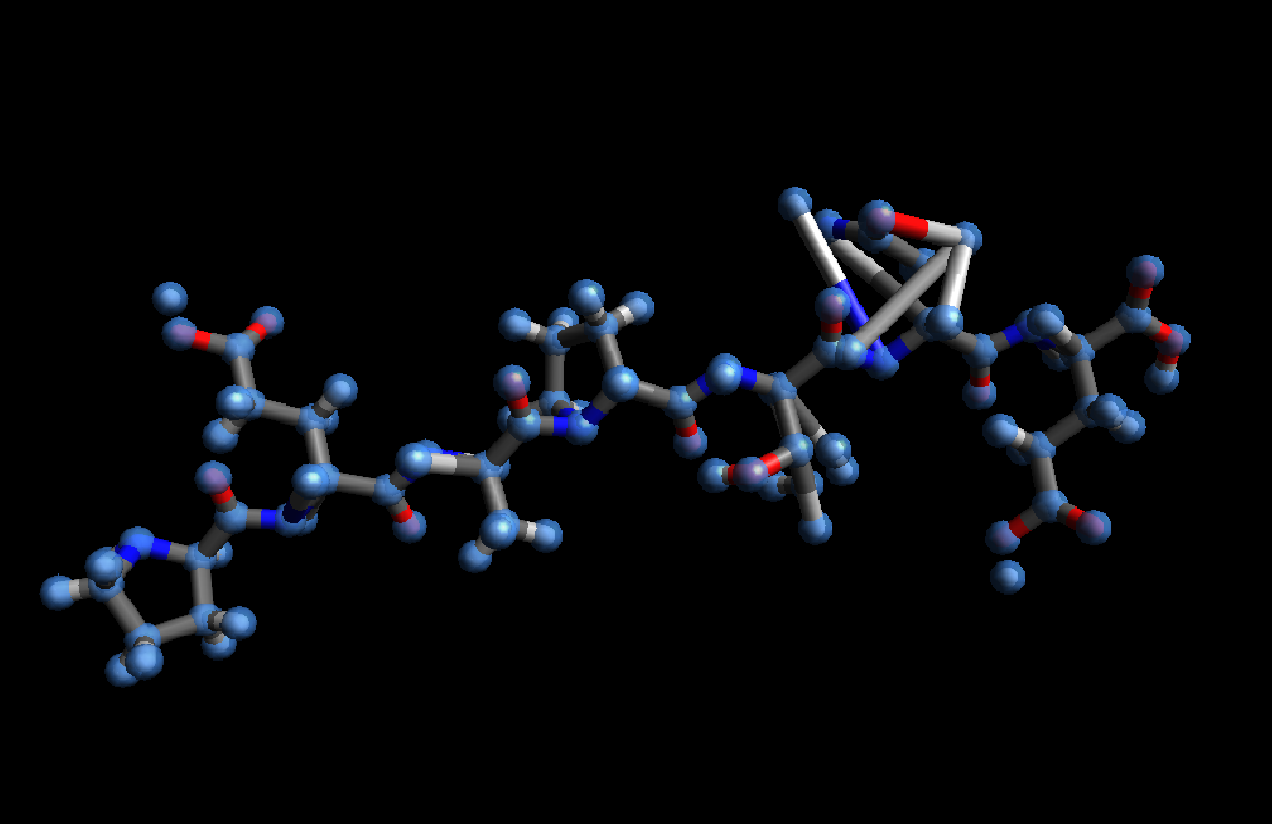
Pèptid que va permetre la unió dels dos lòbuls que actualment formen la transferrina. Imatge de nova creació.

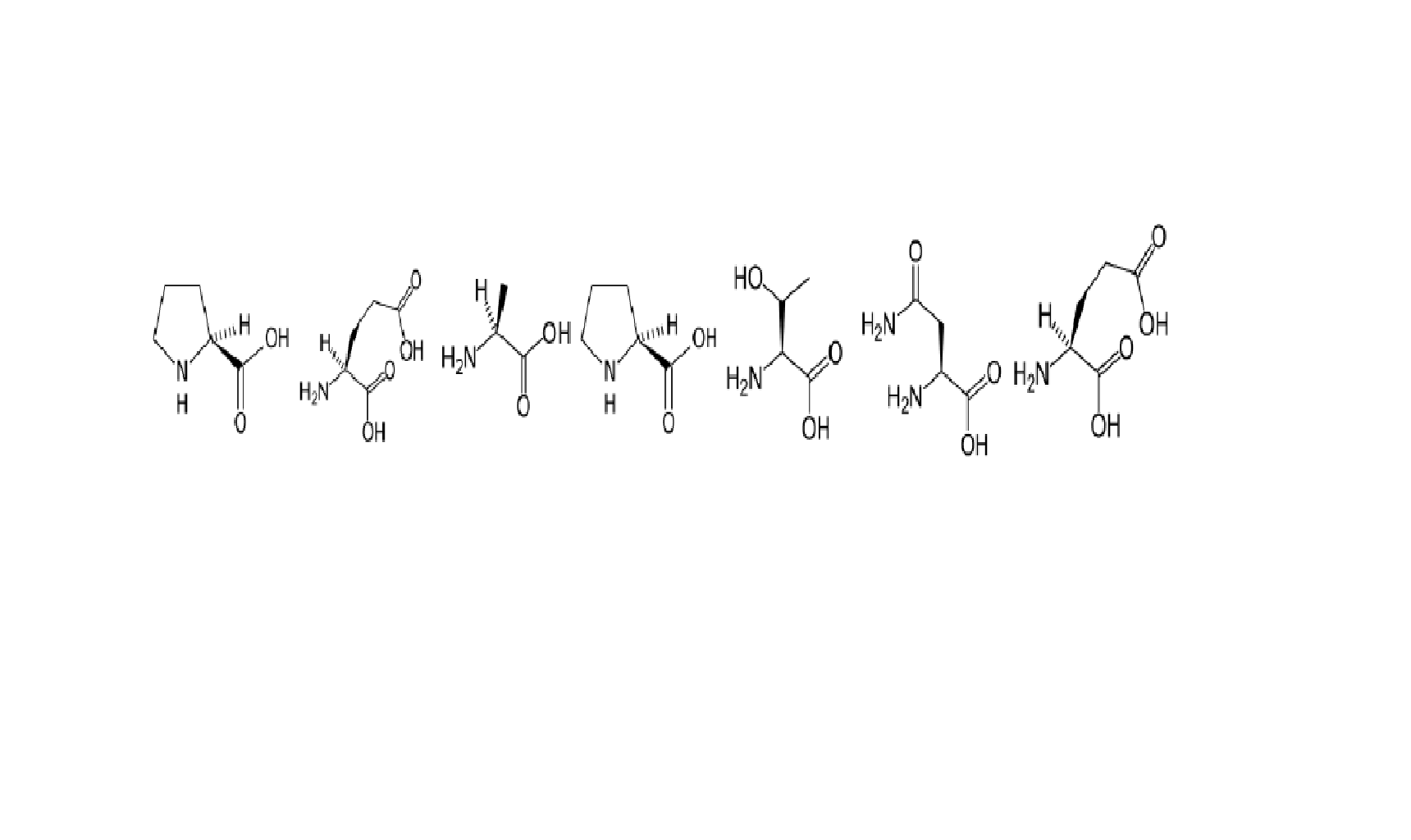
Seqüència del pèptid de 7 aa que va enllaçar Cys331 amb Cys339.

A pH bàsic, l'ió de ferro és alliberat des del lòbul N mitjançant la protonització de les lisines 206 i 296 i de la lisina 534 i Arg632 del C-lòbul. Després de la unió amb el ferro hi ha un canvi conformacional: l'Apo-transferrina, que presentava una estructura oberta, adopta una conformació tancada quan s'hi uneix amb el ferro. Aquest tancament està caracteritzat per un canvi rotacional del subdomini NII per una desviació angular de 63r..
La seqüència completa dels aminoàcids de la transferrina humana està determinada per l'alineament de les estructures de la "cyanogen bromide" (CNBr). L'ordre d'aquests fragments es dedueix per mitjà de la superposició d'estructures peptídiques de metionina i altres elements. Els dominis de la transferrina, com s'ha mencionat anteriorment, són de caràcter homòleg i, per tant, les cadenes peptídiques es complementen des de l'aminoàcid 1 i al 336 i del 336 al 678, de manera que en comparar la seqüència dels aminoàcids de l'1 al 336, amb la dels aminoàcids del 337 al 678 s'observa que 143 aminoàcids són idèntics a les dues seqüències, que correspon al 40% de la seqüència completa. Una gran part del 60% restant conté aminoàcids no idèntics però amb una naturalesa química molt similar. La hipòtesi més raonable que justifica aquest fet és que la transferrina tingui el seu origen en una proteïna d'uns 340 aminoàcids que només constés d'un únic lloc d'unió per als ions de ferro, de manera que dues d'aquestes proteïnes es van unir a través d'un pèptid de 7 aminoàcids que va reaccionar amb la Cys331 i amb la Cys339. Aquests dos aminoàcids han estat estudiats i s'ha determinat que la Cys331 té la capacitat d'enllaçar-se a un grup NH² terminal, i la Cys339 a un grup COOH- terminal, permetent la unió de les dues proteïnes primitives a través del pèptid de 7 aminoàcids, que tindria la següent seqüència: "Pro-Glu-Ala-Pro-Thr-Asn-Glu".
Conté un elevat nombre de ponts disulfur entre els aminoàcids, exactament se'n coneixen 19 enllaços disulfur entre Cistines en les següents posicions:Cis28-Cis67, Cis38-Cis58, Cis137-Cis213, Cis156-Cis350, Cis177-Cis193, Cis180-Cis196, Cis190-Cis198, Cis246-Cis260, Cis358-Cis615, Cis364-Cis396, Cis374-Cis387, Cis421-Cis693, Cis437-Cis656, Cis469-Cis542, Cis493-Cis684, Cis503-Cis517, Cis514-Cis525, Cis582-Cis596 i Cis634-Cis639.
A través d'un estudi realitzat per entendre la proteòmica de la bilis per identificar de manera precoç el càncer de vesícula biliar, s'ha determinat per mitjà de mètodes de marcatge, electroforesi i cromatografia, que la bilis conté transferrina, i que aquesta té capacitat de glicosilació en dues zones: Asn432 i Asn630. Altres estudis han determinat que hi ha una tercera zona de glicosilació a Asn491.

## Mecanismes de transport
Per distribuir el ferro a les cèl·lules, la transferrina s'uneix amb una elevada afinitat als receptors de transferrina que es troben a la membrana de les cèl·lules. El nombre de receptors de transferrina és regulat pel ferro a través d'un IRE ("iron-responsive element") trobat a la regió no codificada del mRNA del receptor de transferrina.
Durant el cicle cel·lular de la transferrina, en entrar en contacte amb la glicoproteïna el receptor de transferrina és introduït a l'interior de la cèl·lula mitjançant un procés endocític que té lloc als recobriments de clatrina de la membrana plasmàtica. El receptor té la capacitat de discriminar entre la Transferrina i l'Apotransferrina, degut al gran canvi conformacional que pateix l'Apotransferrina en enllaçar el Ferro. Per explicar aquesta selecció per part del receptor es creu que en el contacte hi participen els dos dominis de la glicoproteïna i que els dos lòbuls N i C es trobin involucrats en el procés. Una vegada ha tingut lloc l'endocitosi, es produeix un canvi de pH vesicular gràcies a la intervenció dels diferents compartiments dels endosomes, que amb l'aparent ajut del receptor permet l'alliberació del Ferro a l'interior de la cèl·lula.
Un cop produïda l'alliberació del Ferro, el receptor és transportat a la membrana plasmàtica a l'interior dels endosomes de reciclatge amb l'Apotransferrina enllaçada, que és alliberada al plasma sanguini en arribar a la membrana plasmàtica, on el receptor queda atrapat.
Un cop els ions de Ferro ja són fora la cèl·lula i es troben a dins la Transferrina -les quals poden transportar dos ions cada una-, un ió carbonat i una cadena d'aminoàcids fixen el Ferro. Un cop el Ferro ja està fixat, la Transferrina es dirigeix cap a les cèl·lules que tenen un receptor homòleg i el procés es reprèn.
Del total del ferro transportat per la transferrina, entre el 70% i el 90% és captat per les cèl·lules eritropoiètiques i la resta és captat pels teixits per la síntesi de citocroms, mioglobina, peroxidasa i altres enzims i proteïnes que el requereixen com a cofactor.

## Interès alternatiu
A part del ferro, altres ions metàl·lics d'interès terapèutic i diagnòstic poden unir-se a la transferrina en els punts d'anclatge del ferro i els seus complexos de Tf poden ser reconeguts per moltes altres cèl·lules. Per aquesta raó, la transferrina s'ha utilitzat com a "sistema de lliurament" per diversos ions metàl·lics, beneficiosos o perjudicials, dins les cèl·lules. La transferrina també s'ha aplicat àmpliament com un lligand de direccionament en la focalització activa dels agents anticancerosos, proteïnes i gens a la proliferació de cèl·lules malignes primàries que sobreexpressen receptors de transferrina. Això s'aconsegueix mitjançant la conjugació de la transferrina amb fàrmacs, proteïnes, sistemes híbrids amb macromolècules i com a sistemes revestits de liposomes. Els conjugats de fàrmacs contra el càncer amb la transferrina poden millorar significativament la selectivitat i la toxicitat i superar la resistència als medicaments, conduint d'aquesta manera a un millor tractament.
L'acoblament de DNA a la transferrina per mitjà d'un policatió tal com la polilisina o mitjançant liposomes catiònics poden focalitzar-se i transferir el DNA extrogen particularment en les cèl·lules en proliferació a través d'endocitosi mediada pels receptors. Aquests tipus de vectors no virals són possibles alternatives als vectors virals per a la teràpia gènica si l'eficiència de la transfecció pot ser millorada.
D'altra banda, els receptors de transferrina han mostrat potencial en el subministrament de fàrmacs terapèutics o gens en el cervell a través de la barrera sang-cervell.

## Patologies associades

### Atransferrinèmia
L'atransferrinèmia o hipotransferrinèmia és una malaltia hereditària autosòmica recessiva molt poc freqüent caracteritzada per un excés de ferro al plasma sanguini i per l'anèmia hipocròmica. Estudis sobre aquesta patologia han permès localitzar les mutacions genòmiques en una pacient nord-americana, causants d'una marcada disminució de la síntesi de transferrina. Les mutacions són les següents:
- La primera mutació localitzada es troba a l'exó 5, on s'observen 10 parells de bases eliminades (cDNA 562-571del) seguides de 9 parells de bases duplicades (cDNA 572-580).
- La segona mutació va ser trobada a l'exó 12, es tracta d'un canvi de base nitrogenada que en lloc de guanina hi ha una citosina (cDNA 1429) originant un canvi de seqüènciació en la traducció: a l'aminoàcid 477 en lloc d'una alanina hi ha prolina (Ala 477 Pro). Tanmateix el gen que codifica la transferrina és molt polifòrmic, de tal manera que a l'estudi s'especifica que la mutació a la posició 1429 origina una malformació d'aquesta perquè en un control de 704 al·lels es va observar que cap d'ells presentava una seqüència anormal en aquesta posició.[17]

Els valors de laboratori de la transferrina solen ser la meitat dels valors normals (204–360 mg/dl) en els portadors i molt baixos en els pacients afectats. L'absència total és incompatible amb la vida. Aquesta reducció en els nivells de la Tf condueix a una disminució de l'entrega de ferro en la medul·la òssia pel desenvolupament dels precursors eritroides, fet que resulta en una síntesi d'hemoglobina reduïda i en l'acumulació d'un excés de ferro en els teixits perifèrics. Els pacients afectats presenten una severa anèmia hipocròmica miocítica des del període neonatal o en la infància, retard del creixement i recurrents infeccions. La sobrecàrrega de ferro es produeix principalment al fetge, articulacions, cor, pàncrees, tiroides, ronyó i os, donant lloc a símptomes com insuficiència hepàtica, problemes cardíacs, artropatia i hipotiroïdisme.
S'estima que la prevalença de la malaltia és <1/1.000.000.
Els principals tractament per a aquesta malaltia són orientats cap al símptoma específic que la causa: subministrant plasma o apotransferrina en forma d'infusions, o bé amb un trasplantament de fetge també podria ser una bona solució, tot i que el seu ús no ha estat informat en cap cas.

### Hemocromatosi
L'hemocromatosi és una malaltia hereditària caracteritzada per l'excés de ferro en l'organisme. S'hi poden distingir dos tipus:
- L'hemocromatosi primària és un trastorn genètic que es transmet de forma hereditària i és congènit. Aquesta afecció provoca una absorció excessiva de ferro a través del tub digestiu. El ferro s'acumula al cos, especialment al fetge.
- L'hemocromatosi secundària (adquirida) és originada arran d'altres trastorns relacionats amb la sang, tals com la talasemia o certs tipus d'anèmies, així com pel fet d'haver participat en moltes transfusions de sang. De vegades es pot donar en persones amb antecedents d'alcoholisme prolongat i altres problemes de salut.

Estadísticament, l'hemocromatosi afecta més als homes que a les dones i és especialment comuna en persones de constitució caucàsica d'ascendència europea occidental.
Els síntomes són molt variats: dolor abdominal, fatiga, enfosquiment generalitzat de la pell, dolor articular, falta d'energia, pèrdua del pèl corporal, pèrdua del desig sexual, pèrdua de pes i/o debilitat.
Els exàmens de sang permeten analitzar les següents dades, que seran molt útils per a la detecció d'aquesta malaltia:
- Nivell de ferritina
- Nivell de ferro en la sang
- Percentatge de saturació de la transferrina (alt)
- Proves genètiques

Altres proves com la de la funció hepàtica o l'alfafetoproteïna poden complementar les anteriors. Finalment, es pot confirmar l'afecció mitjançant una biopsia del fetge o una flebotomia. En cas de trobar-se una anomalia genètica, altres membres de la família poden realitzar-se les proves per tal de saber si també pateixen la malaltia.
La malaltia pot comportar l'aparició d'artritis, diabetes, problemes cardíacs, augment del risc per a determinades infeccions bacterianes, atròfia testicular i/o canvis de color en la pell.
Els tractaments per a aquesta malaltia són, bàsicament, dos: d'una banda: la flebotomia terapèutica -donar sang-, i certes medicines, que poden ajudar a eliminar l'excés de ferro.

### Anèmia Ferropènica
És una malaltia causada per una manca de glòbuls vermells sans -hematies o eritròcits- a l'organisme. Per tant, si existeix una deficiència d'aquestes cèl·lules, el nivell de producció d'oxigen als teixits del cos es veu afectat, ja que els glòbuls vermells -que constitueixen les principals cèl·lules sanguínies de l'organisme-, representen el mitjà majoritari d'aportació d'oxigen a les cèl·lules del nostre cos. Els glòbuls vermells sans es produeixen a la medul·la òssia, i són eliminats pels vasos, que eliminen els glòbuls vells.
Una anèmia es defineix com l'afecció condicionada al fet que el cos no té suficients glòbuls vermells sans. Pot ser deguda, a més de la ja esmentada causada del dèficit de ferro, per altres motius, com la falta de vitamina B12, de folat, a una malaltia crònica, al fet que els glòbuls vermells de la sang es destrueixin abans del normal -anèmia hemolítica-, entre d'altres. La forma més comuna d'anèmia és la ferropènica, que és la que ens ocupa.
La importància del ferro en la presència d'oxigen en els teixits del cos radica en que és bàsic per al transport d'aquest per tot l'organisme. Si no hi ha ferro, el transport d'oxigen i consegüentment la importantíssima funció de la respiració cel·lular se'n veuen afectats, ja que la sang no pot transportar eficaçment l'oxigen.
Les causes d'aquest tipus d'anèmia són diverses, però amb un mateix efecte: el descens problemàtic de les reserves de ferro a l'organisme:
- Pèrdua de glòbuls vermells i de ferro més ràpida i/o abundant que el guany d'aquests.
- Problemes d'absorció de ferro per part del cos -pot ser a causa de celiaquía, malaltia de Crohn, cirurgia de derivació gàstrica o consum de masses antiàcids que continguin calci-.
- Ingesta insuficient d'aliments que continguin ferro.
- En períodes on l'organisme necessiti més ferro del normal -durant l'embaràs i la lactància-.
- Degut a sangrat (en períodes menstruals freqüents, prolongats o abundants; càncer esofàgic, de còlon o d'estómac; varius esofàgiques degudes normalment a cirrosis; ús de fàrmacs com l'aspirina o l'ibuprofeno o determinats per a l'artritis, que poden desembocar en sangrat gastrointestinal; o a causa de la presència d'una úlcera pèptica).
- Si s'és un vegetarià estricte.
- Si s'és un adult major i no manté una alimentació completa.

Els símptomes de l'anèmia ferropènica es divideixen en primaris -o de fase inicial o primària-; inclouen mal humor, cansament i fatiga, mal de cap, problemes de concentració, etc., secundaris o avançats, que solen ser els següents: color blau a l'escleròtica -paret exterior blanca-, dels ulls; ungles fràgils, pica -patró d'ingestió de materials no comestibles, com gel, sorra o paper-, mareig en bipedestació, color pàl·lid de pell, dificultat respiratòria o dolor lingual. Per acabar, els símptomes propis de la malaltia en si són els de femtes fosques, aquitranades o amb sang (melenes); sangrat menstrual habitual; dolor a la part superior de l'abdomen, a causa de les úlceres; i pèrdua de pes, en persones amb càncer.
Per a detectar aquesta malaltia, es pot fer mitjançant:
-Segons si el que es vol és diagnosticar l'anèmia:
- Hematòcrits o Hemoglobina (mesuraments de glòbuls vermells)
- Índexs de glòbuls vermells

-Segons si el que es vol és verificar els nivells de ferro en sang:
- Examen de medul·la òssia
- Capacitat de fixació del ferro en la sang (CHF)
- Ferritina sèrica
- Nivell de ferro sèric

-Segons si l'examen es vol fer per a buscar la causa de la deficiència del ferro:
- Colonoscòpia
- Examen de sang en les femtes
- Endoscòpia de vies digestives altes

Es pot tractar amb la ingesta de suplements de ferro i d'aliments rics en aquest; si es realitza correctament, el pronòstic és favorable en la majoria de casos.

## Anàlisi de laboratori

### Càlcul de la saturació de transferrina
La saturació de transferrina es pot mesurar a través d'un càlcul simple.
{\displaystyle S=[Fe]/[TIBC]}
TIBC: "Total Iron Binding Capacity" (Capacitat de captació de
ferro de la Transferrina)
Els valors del TIBC normals es troben entre 250 i 460 µg/dl.
Per determinar la concentració de ferro de l'organisme un mètode molt efectiu és obtenir la concentració de ferro del fetge, ja que és el principal lloc d'emmagatzematge del ferro, i conté aproximadament el 90% de les reserves de ferro de l'organisme. Aquesta concentració s'anomena LIC ("Liver Iron Concentration"). Per obtenir la LIC podem recórrer a tres mètodes:
- Biòpsia hepàtica.[26]
- SQUID: Dispositiu superconductor d'interferència quàntica.[27]
- Ressonància magnètica (RM).[28]

La saturació de transferrina és útil per tenir un índex de bon funcionament del ronyó. Per un bon funcionament, la concentració de transferrina hauria d'estar entre 20% i 50% de saturació, aquells que tenen problemes renals es troben fora dels percentatges anteriors.
- Els nivells normals de transferrina són:
- Nens: De 200 a 350 mg/dl
- Nens menors d'un any: De 125 a 270 mg/dl
- Dones adultes: De 245 a 370 mg/dl
- Homes adults: De 215 a 360 mg/dl

Els nivells normals de la saturació de transferrina són:
- Homes: Del 20 al 50%
- Dones: del 15 al 50%

### Mètodes i protocol d'anàlisi
- Test inmunoturbidimètric.
- Test de mesurament turbidimètrica de l'aglutinació del complex antigen-anticòs.

Per una millor interpretació dels resultats, és recomanable valorar conjuntament amb hemograma (5000), sideremia (130A), saturació de transferrina (130C) i ferritina (3500).

### Utilitat clínica
Els nivells augmentats de saturació de la transferrina poden indicar:
- Anticonceptius orals
- Embaràs
- Policitèmies
- Anèmia ferropènica*

Els nivells disminuïts de saturació de la transferrina poden indicar:
- Manca de proteïnes
- Malalties inflamatòries
- Cirrosi hepàtica
- Anèmia hemolítica o perniciosa
- Drepanocitosi

*Cal tenir en compte que la normo/hipo-transferrinèmia no exclou l'anèmia ferropènica si s'associa a processos infecciós-inflamatoris aguts o crònics, neoplasies, ferroteràpia insuficiencia renal crònica o hipoproteinemia.
La detecció persistent d'hiperferritèmia (ferritina sèrica superior a 400 µg/l) conjuntament amb un índex de saturació de la transferrina superior a 55%, ambdues determinacions realitzades com a mínim en dues ocasions separades per un interval de 4 mesos, constitueix un bon mètode de cribatge, després de descartar causes adquirides, per la determinació de tipus HFE associat a l'hemocromatosi hereditària.